# La Houssaye-Béranger

La Houssaye-Béranger este o comună în departamentul Seine-Maritime, Franța. În 1 ianuarie 2022 avea o populație de 539 de locuitori.